# Lenny de la Rosa
Lenny Linel de la Rosa Hernández, bardziej znany jako Lenny de la Rosa (ur. 4 listopada 1983 w Hawanie) – kubański aktor filmowy, serialowy i teatralny, piosenkarz, tancerz i model.
Rozpoczął karierę jako chórzysta piosenkarki Glorii Trevi. Studiował na wydziale muzycznym w 'National School of Arts in Cuba’, naukę kontynuował w Center for Arts Education przy „CEA” Televisa. Występował w spektaklach muzycznych: Pachecas i Betlejem (Pachecas a Belén, 2010), Coś siedzi! (¡Qué plantón!, 2011) i 12 księżniczek w Pugna (12 Princesas en Pugna, 2014).
W 2010 r. znalazł się w obsadzie meksykańskiej telenoweli Triumf miłości (Triunfo del Amor) u boku Williama Levy i Maite Perroni.

## Wybrana filmografia
- 2010: Triumf miłości (Triunfo del Amor) jako Joaquín
- 2013: Libre para amarte jako Gerardo „El Gallo” Jiménez
- 2014: Bailando por un Sueño jako Lenny
- 2014: Yo no creo en los hombres (Nie wierzę w mężczyzn) jako Ari